# Toyota Kluger
Der Toyota Kluger (japanisch: クルーガー) ist ein SUV des japanischen Automobilherstellers Toyota. Im Herbst 2000 in Japan als Kluger V eingeführt, bekam das Modell rasch ein Schwestermodell – den Highlander.
Mit dem Generationenwechsel 2007, bestand der Kluger nur noch in Australien fort. Das japanische Nachfolgermodell wurde der Vanguard.

## Modellübersicht

### Erste Generation

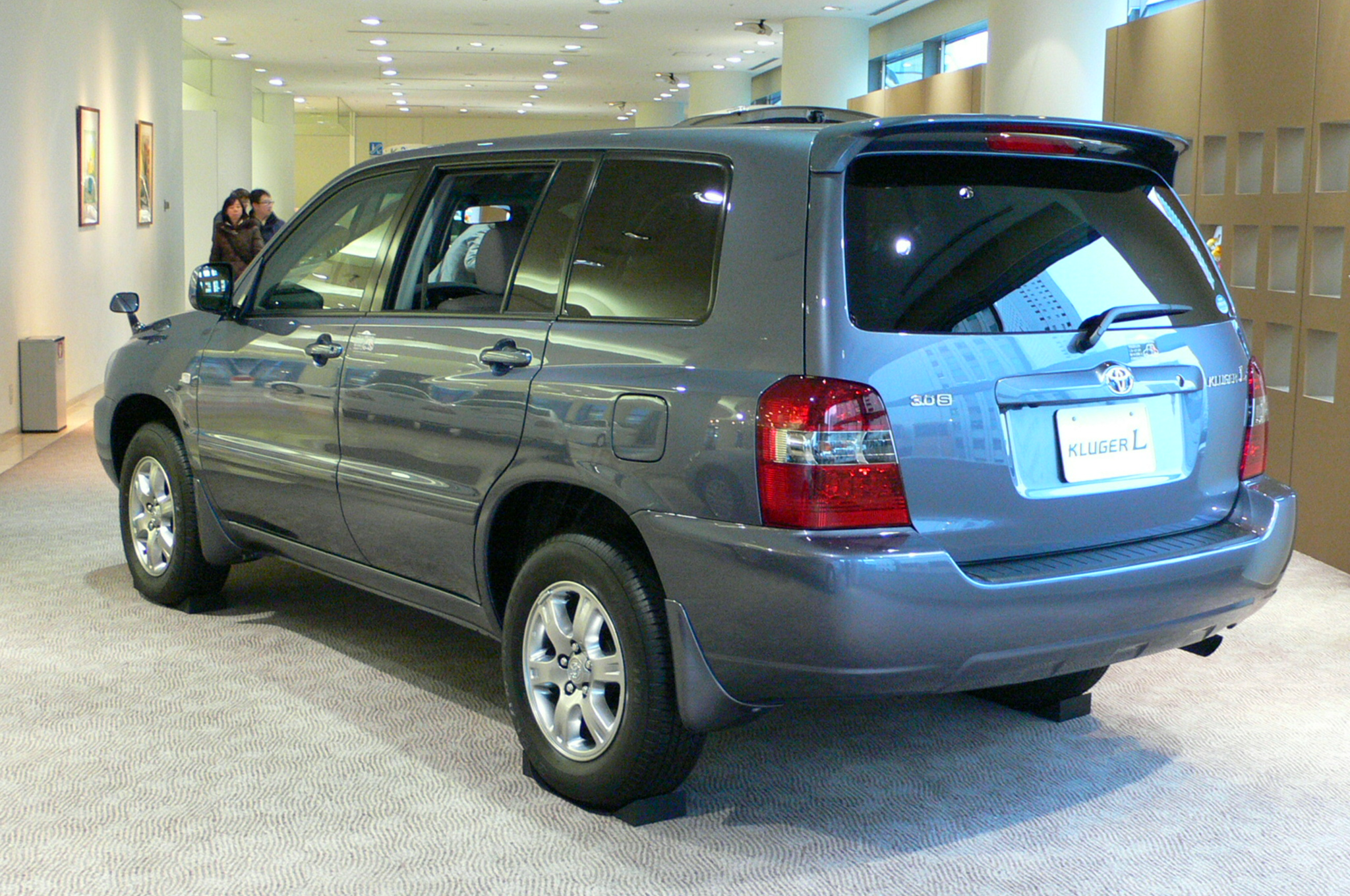
Toyota Kluger L 3.0S FOUR G

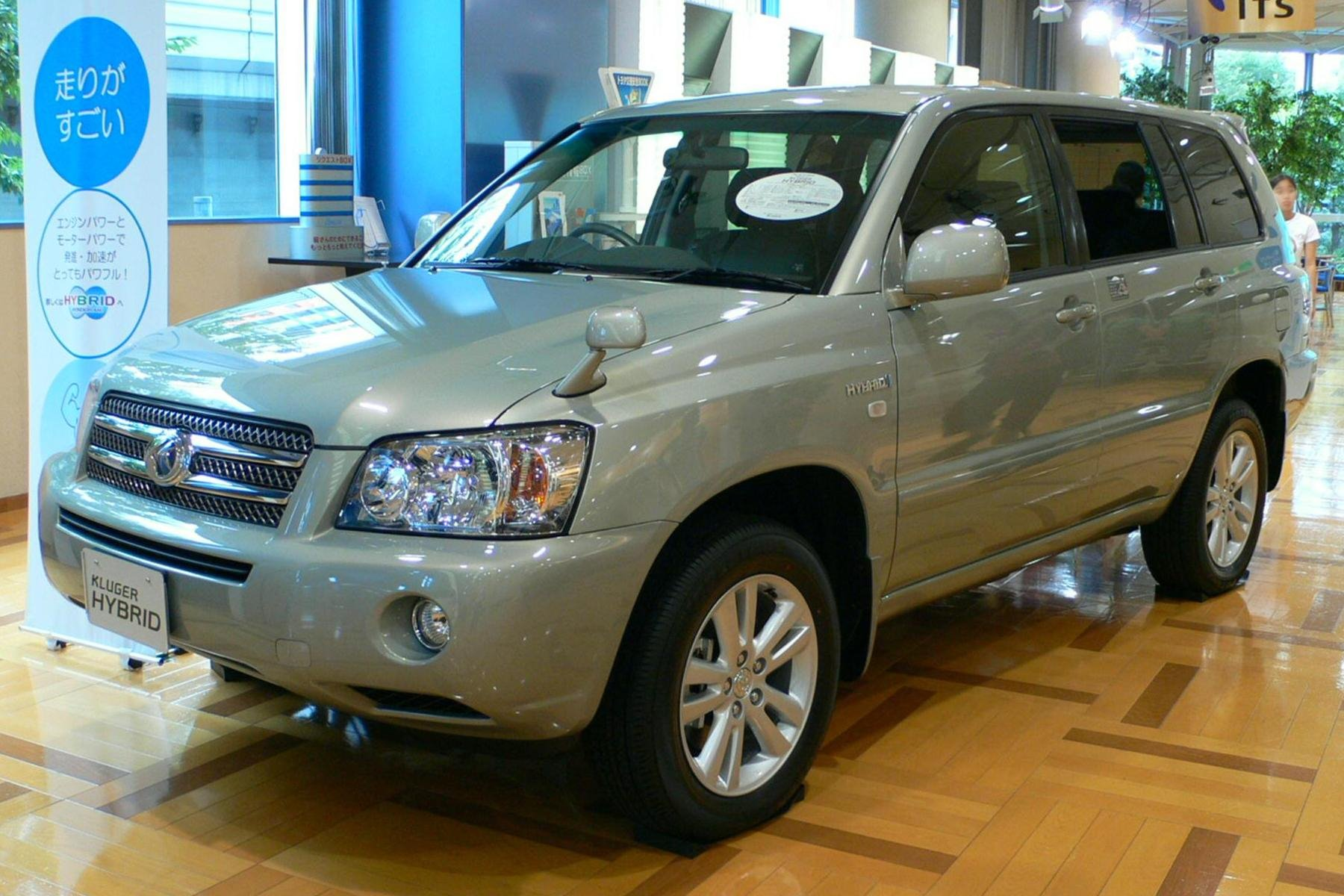
Toyota Kluger Hybrid 3.3S E-FOUR

Der Kluger V wurde im Herbst 2000 eingeführt. Sowohl in Japan als auch in Australien wurde das Modell gebaut und angeboten. Nach ursprünglichen Plänen sollte der Kluger V sich neben dem Harrier als Luxus-SUV einreihen. Doch diese Pläne wurden von Toyota verworfen und man setzte den Kluger V nun zielgemäß in der Mittelklasse ein. Dort konkurrierte das Modell nun mit dem Nissan Safari, Nissan X-TRAIL sowie dem Mazda Tribute.
In Japan verwendete Toyota zur Basismotorisierung den 2AZ-FE-Ottomotor mit einem Hubraum von 2,4 Litern und einer Leistung von 160 PS. Die Spitzenmotorisierung stellte ein 1MZ-FE-Motor, der einen Hubraum von 3,0 Litern und eine Leistung von 220 PS hatte. In Australien hingegen kam als Basis der 1MZ-FE zum Einsatz. Die Topmotorisierung stellte hier ein 3MZ-FE-Motor mit einer Leistung von 211 PS dar.
Die Luxusversion des Kluger folgte im April 2003 mit dem Kluger L. In dieser Version waren ABS, ESP, Radio mit CD-Spieler, Navigationssystem, Lederkomfortsitze, Nebelscheinwerfer und Multifunktionslenkrad ein Standard. Die L-Version wurde nur in Japan angeboten. Eine Motorenauswahl gab es bei dem Modell nicht. Man verwendete für die L-Version ausschließlich den 1MZ-FE. Zur gleichen Zeit ersetzte Toyota die 4-Gang-Automatik der Kluger-Modelle durch ein 5-Gang-Automatikgetriebe. Eine manuelle Version des Kluger gab es nur in Australien.
Im März 2005 wurde die Kluger-Reihe nun durch eine Hybrid-Version basierend auf dem Kluger L, den Kluger Hybrid (japanisch: クルーガーハイブリッド) ergänzt.
Hierbei wurde nun das THS II (TOYOTA Hybrid System II) angewandt. Bei Kluger Hybrid standen zwei Motorenkombinationen zur Auswahl:
- 2FM-Elektromotor mit 68 PS kombiniert mit einem 211 PS starken 3MZ-FE-Ottomotor
- 1JM-Elektromotor mit 167 PS kombiniert mit einem 211 PS starken 3MZ-FE-Ottomotor

Bei beiden Motorkombinationen im THS II resultierte eine Gesamtleistung von 272 PS.
Eine Allradversion des Kluger Hybrid trug die Bezeichnung E-Four und war in Japan die am meisten verkaufte Version des Hybrid-Modells. Die Kluger-Hybridmodelle gab es im Gegensatz zum Kluger L und Kluger V lediglich mit einem CVT-Getriebe.
Die L-Version wurde im Februar 2006 aus dem Programm genommen. Die Grundversionen wurden gegen Ende des Jahres aus dem Programm genommen und durch den Toyota Vanguard ersetzt. In Australien hingegen blieb der Modellname weiterhin bestehen und wurde dem Modellwechsel in Japan angegleicht.

### Zweite Generation
Die zweite Generation des Kluger wird nur noch in Australien gefertigt. Die japanische Version wurde indessen durch den Vanguard abgelöst. Eine Hybridversion gibt es nicht mehr. In den USA ist die Hybridversion weiterhin verfügbar.
Das aktuelle Modell wird als 5-Sitzer und als 7-Sitzer gebaut. Darüber hinaus werden drei Ausstattungsvarianten des Kluger angeboten: KX-R (5- oder 7-Sitzer), KX-S (7-Sitzer) und Grande (7-Sitzer).
Als Motorisierung wird im neuen Kluger jedoch nur ein V6-Ottomotor mit einem Hubraum von 3456 cm³ und einer Leistung von 201 kW eingesetzt. Weitere Motoren werden nicht angeboten.
Technische Standards beim Kluger sind Airbags, Traktionskontrolle, AB-i, VSC, Double-VVT-i sowie Navi und eine Heckkamera. Alternativ wird auch ein Downhill Assist Control (DAC) angeboten.

### Dritte Generation
Auch die dritte Generation wurde nur in Australien verkauft. Sie ist wieder baugleich zum Toyota Highlander.

### Vierte Generation
Die vierte Generation auf Basis des Highlander kam im Juni 2021 in Australien in den Handel.